# Квадратні трикутні числа

Квадратне трикутне число 36 зображене як трикутне число та як квадратне число.

У математиці, квадратне трикутне число (або трикутне квадратне число) — число, яке одночасно є трикутним числом і точним квадратом. Існує нескінченно багато таких чисел; декілька перших з них:
0, 1, 36, 1225, 41616, 1413721, 48024900, 1631432881, 55420693056, 1882672131025 послідовність A001110 з Онлайн енциклопедії послідовностей цілих чисел, OEIS

## Детальні формули
Якщо позначити Nk для k-го квадратного трикутного числа, а sk і tk прийняти за сторони відповідного квадрата і трикутника, тоді
{\displaystyle N_{k}=s_{k}^{2}={\frac {t_{k}(t_{k}+1)}{2}}.}
Далі позначаємо трикутний корінь трикутного числа N = n(n + 1)/2 як n. З цього визначення та квадратичної формули,
{\displaystyle n={\frac {{\sqrt {8N+1}}-1}{2}}.}
Тому, N є трикутним числом (для цілого n) тоді й лише тоді, коли 8N + 1 є квадратом. Відповідно, квадратне число M2 є трикутним числом тоді й лише тоді, коли 8M2 + 1 є квадратом, тобто, коли існують числа x і y, для яких x2 − 8y2 = 1. Це є випадком рівняння Пелля для n = 8. Всі рівняння Пелля мають тривіальний розв'язок x = 1, y = 0 для будь-якого n; його також називають нульовим розв'язком, та індексують як (x0, y0) = (1,0). Якщо (xk, yk) позначає k-й нетривіальний розв'язок будь-якого рівняння Пелля для конкретного n, його можна зобразити методом спуску, тобто
{\displaystyle {\begin{aligned}x_{k+1}&=2x_{k}x_{1}-x_{k-1},\\y_{k+1}&=2y_{k}x_{1}-y_{k-1}.\end{aligned}}}
Тому існує нескінченність розв'язків для будь-якого рівняння Пелля, для якого існує один нетривіальний розв'язок, що залишається правильним для будь-якого n, яке не є квадратом. Перший нетривіальний розв'язок для n = 8 легко знайти: це (3,1). Розв'язок (xk, yk) для рівняння Пелля для n = 8 дає квадратне трикутне число та його квадратний та трикутний корінь, а саме:
{\displaystyle s_{k}=y_{k},\quad t_{k}={\frac {x_{k}-1}{2}},\quad N_{k}=y_{k}^{2}.}
Тому першим квадратним трикутним числом, отриманим від (3,1), є 1, а наступним, отриманим від 6 × (3,1) − (1,0) = (17,6), є 36.
Послідовності Nk, sk і tk є відповідно послідовностями OEIS  A001110,  A001109 і  A001108.
Леонард Ейлер 1778 року визначив точну формулу:12–13
{\displaystyle N_{k}=\left({\frac {\left(3+2{\sqrt {2}}\right)^{k}-\left(3-2{\sqrt {2}}\right)^{k}}{4{\sqrt {2}}}}\right)^{2}.}
Інші еквівалентні формули (отримані деталізацією цієї формули), які можуть бути зручними, включають
{\displaystyle {\begin{aligned}N_{k}&={\tfrac {1}{32}}\left(\left(1+{\sqrt {2}}\right)^{2k}-\left(1-{\sqrt {2}}\right)^{2k}\right)^{2}\\&={\tfrac {1}{32}}\left(\left(1+{\sqrt {2}}\right)^{4k}-2+\left(1-{\sqrt {2}}\right)^{4k}\right)\\&={\tfrac {1}{32}}\left(\left(17+12{\sqrt {2}}\right)^{k}-2+\left(17-12{\sqrt {2}}\right)^{k}\right).\end{aligned}}}
Відповідні детальні формули для sk і tk є наступними::13
{\displaystyle {\begin{aligned}s_{k}&={\frac {\left(3+2{\sqrt {2}}\right)^{k}-\left(3-2{\sqrt {2}}\right)^{k}}{4{\sqrt {2}}}},\\t_{k}&={\frac {\left(3+2{\sqrt {2}}\right)^{k}+\left(3-2{\sqrt {2}}\right)^{k}-2}{4}}.\end{aligned}}}

## Рівняння Пелля
Проблема пошуку квадратних трикутних чисел зводиться до рівняння Пелля наступним чином.
Кожне трикутне число має форму t(t + 1)/2, тому потрібно шукати такі цілі числа t, s, що
{\displaystyle {\frac {t(t+1)}{2}}=s^{2}.}
Трансформуючи, отримуємо
{\displaystyle \left(2t+1\right)^{2}=8s^{2}+1,}
а тоді, підставляючи x = 2t + 1 і y = 2s, отримуємо Діофантове рівняння
{\displaystyle x^{2}-2y^{2}=1,}
яке є окремим випадком рівняння Пелля. Це конкретне рівняння розв'язується числом Пелля Pk, а саме
{\displaystyle x=P_{2k}+P_{2k-1},\quad y=P_{2k};}
а тому всі розв'язки можна записати як
{\displaystyle s_{k}={\frac {P_{2k}}{2}},\quad t_{k}={\frac {P_{2k}+P_{2k-1}-1}{2}},\quad N_{k}=\left({\frac {P_{2k}}{2}}\right)^{2}.}
Існує багато тотожностей щодо числа Пелля, і ці тотожності транслюються у тотожності щодо квадратних трикутних чисел.

## Рекурентні співвідношення
Існують рекурентні співвідношення для квадратних трикутних чисел, так само як і для сторін їх квадратів і трикутників. Маємо:(12)
{\displaystyle {\begin{aligned}N_{k}&=34N_{k-1}-N_{k-2}+2,&{\text{де }}N_{0}&=0{\text{ і }}N_{1}=1;\\N_{k}&=\left(6{\sqrt {N_{k-1}}}-{\sqrt {N_{k-2}}}\right)^{2},&{\text{де }}N_{0}&=0{\text{ і }}N_{1}=1.\end{aligned}}}
Маємо:13
{\displaystyle {\begin{aligned}s_{k}&=6s_{k-1}-s_{k-2},&{\text{де }}s_{0}&=0{\text{ і }}s_{1}=1;\\t_{k}&=6t_{k-1}-t_{k-2}+2,&{\text{де }}t_{0}&=0{\text{ і }}t_{1}=1.\end{aligned}}}

## Інші характеристики
Всі квадратні трикутні числа мають форму b2c2, де b/c є наближенням до ланцюгового дробу для √2.
А. В. Сільвестер надав наступний короткий доказ, що існує нескінченність квадратних трикутних чисел:
Якщо n-не трикутне число n(n + 1)/2 є квадратним, то і більше 4n(n + 1)-не трикутне число є таким, оскільки:
{\displaystyle {\frac {{\bigl (}4n(n+1){\bigr )}{\bigl (}4n(n+1)+1{\bigr )}}{2}}=4\,{\frac {n(n+1)}{2}}\,\left(2n+1\right)^{2}.}
Ми знаємо, що цей результат має бути квадратним числом, оскільки він є результатом множення трьох квадратів: 4, n(n + 1)/2 (початкове квадратне трикутне число) та (2n + 1)2.
Трикутні корені tk є одночасно на одиницю менші квадрата і є подвоєним квадратом, якщо k є парним числом, та одночасно є квадратом і на одиницю менше подвоєного квадрату, якщо k непарним числом. Так,
49 = 72 = 2 × 52 − 1,
288 = 172 − 1 = 2 × 122, і
1681 = 412 = 2 × 292 − 1.
У кожному випадку, два використані квадратні корені при множенні дають sk: 5 × 7 = 35, 12 × 17 = 204, і 29 × 41 = 1189.[джерело?]
Додатково:
{\displaystyle N_{k}-N_{k-1}=s_{2k-1};}
36 − 1 = 35, 1225 − 36 = 1189, and 41616 − 1225 = 40391. Іншими словами, різниця між двома послідовними квадратними трикутними числами є квадратним коренем іншого квадратного трикутного числа.[джерело?]
Функція, яка генерує квадратні трикутні числа:
{\displaystyle {\frac {1+z}{(1-z)\left(z^{2}-34z+1\right)}}=1+36z+1225z^{2}+\cdots }

## Числові дані
По мірі зростання k, співвідношення tk/sk наближається до √2 ≈ 1.41421356, а співвідношення послідовних квадратних трикутних чисел наближається (1 + √2)4 = 17 + 12√2 ≈ 33.970562748. Таблиця нижче дає значення k між 0 та 11, які охоплюють всі квадратні трикутні числа до 1016.
| k  | Nk               | sk       | tk       | tk/sk      | Nk/Nk − 1    |
| -- | ---------------- | -------- | -------- | ---------- | ------------ |
| 0  | 0                | 0        | 0        | tk/sk      | Nk/Nk − 1    |
| 1  | 1                | 1        | 1        | 1          | Nk/Nk − 1    |
| 2  | 36               | 6        | 8        | 1.33333333 | 36           |
| 3  | 1225             | 35       | 49       | 1.4        | 34.027777778 |
| 4  | 41616            | 204      | 288      | 1.41176471 | 33.972244898 |
| 5  | 1413721          | 1189     | 1681     | 1.41379310 | 33.970612265 |
| 6  | 48024900         | 6930     | 9800     | 1.41414141 | 33.970564206 |
| 7  | 1631432881       | 40391    | 57121    | 1.41420118 | 33.970562791 |
| 8  | 55420693056      | 235416   | 332928   | 1.41421144 | 33.970562750 |
| 9  | 1882672131025    | 1372105  | 1940449  | 1.41421320 | 33.970562749 |
| 10 | 63955431761796   | 7997214  | 11309768 | 1.41421350 | 33.970562748 |
| 11 | 2172602007770041 | 46611179 | 65918161 | 1.41421355 | 33.970562748 |